# Echo (Minnesota)
Echo – miasto w Stanach Zjednoczonych, w stanie Minnesota, w hrabstwie Yellow Medicine.